# Шабер

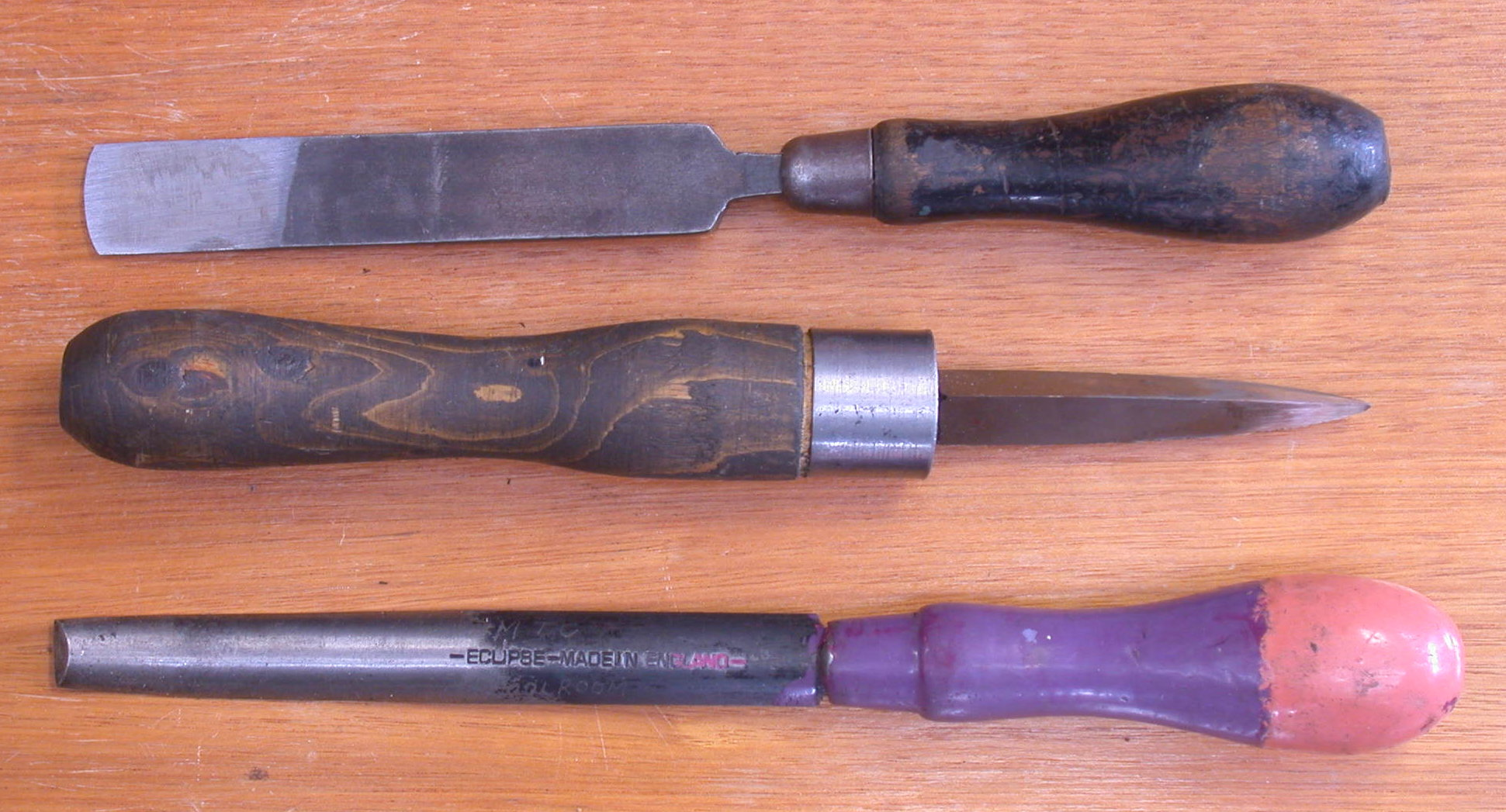
Шабери: плоский, тригранний, напівкруглий

Шабер (від нім. schaben — скоблити) — ручний або механічний слюсарний інструмент у вигляді стрижня з різальними кромками, що використовується для здійснення операції шабрування (зняття з поверхонь деталей тонких шарів матеріалу), точної обробки поверхонь металевих виробів, нанесення малюнків і написів у гравірувальній і літографській справі.

## Загальний опис
Шабер має вигляд металевого плоского, фасонного три-, або чотиригранного загостреного вістря 20…400 мм довжиною. Виготовляється з інструментальних сталей У10, У12А. Різальний кінець шабера загартовують без відпуску до 64…66 HRC.
Використовується для доведення точених деталей — зняття гострих країв, облою. В ювелірній справі широко використовується для згладжування гострих країв металевих заготовок, поверхонь, розширення отворів, зняття нерівностей на поверхні ювелірних виробів.
Пришабровувати — приганяти металеві поверхні одна до одної, вирівнюючи їх шабером.

## Плоскі шабери
Плоскі шабери застосовують для шабрування плоских поверхонь: відкритих пазів, канавок тощо. Вони можуть бути однобічними і двобічними. Оптимальною є опукла форма леза, окреслена дугою радіусом 30…40 мм для напівчистового шабрування і 40…50 мм для чистового.
Плоскі шабери виготовляють з прямим (для шабрування відкритих площин) і відігнутим (для шабрування стінок пазів, канавок, суміжних площин) кінцем. Довжина плоских двобічних шаберів становить 350…400 мм, товщина різальної частини коливається у діапазоні 2…4 мм, кут загострення приймають для чорнового шабрування 70…75°, для чистового — 90°.

## Три- і чотиригранні шабери
Шабери з гранями застосовують для шабрування угнутих і циліндричних поверхонь. Тригранні шабери, як правило, виготовляють лише однобічними (інколи із використаних тригранних напилків) і мають довжину 190, 280, 380 та 510 мм. Для полегшення загострення площин шабер має жолобки, що утворюють різальні крайки з кутом загострення 60…75°.

## Інші види шаберів
Для розширення можливостей шабери виготовляють універсальними із змінними різальними пластинками із швидкорізальної сталі чи твердого сплаву. Зустрічаються такі шабери у наступних різновидах:
- дискові, різальна частина яких виготовлена у вигляді диска діаметром 50…60 мм товщиною 3…4 мм із загартованої сталі;
- із шестигранною пластиною, що має 12 різальних крайок;
- фасонні у вигляді набору змінних різальних пластинок для шабрування криволінійних поверхонь;
- шабери-кільця, що виготовляють із зношених підшипників кочення, як альтернативу тригранним і зігнутим шаберам.